# Tim Twietmeyer
Tim Twietmeyer est un athlète américain né le 30 novembre 1958 dans la région de la baie de San Francisco. Spécialiste de l'ultra-trail, il a notamment remporté la Western States 100-Mile Endurance Run en 1992, 1994, 1995, 1996 et 1998.

## Résultats
| no  | masculin           | Course             | Longueur | Départ       | Temps            |
| --- | ------------------ | ------------------ | -------- | ------------ | ---------------- |
| 2e  | Médaille d'argent  | Western States 100 | 100 mi   | 24 juin 1989 | 17 h 06 min 51 s |
| 3e  | Médaille de bronze | Western States 100 | 100 mi   | 23 juin 1990 | 17 h 26 min 13 s |
| 3e  | Médaille de bronze | Way Too Cool 50K   | 50 km    | 14 mars 1992 | 3 h 55 min 50 s  |
| 1er | Médaille d'or      | Western States 100 | 100 mi   | 27 juin 1992 | 16 h 54 min 16 s |
| 2e  | Médaille d'argent  | Western States 100 | 100 mi   | 26 juin 1993 | 17 h 56 min 12 s |
| 1er | Médaille d'or      | Western States 100 | 100 mi   | 23 juin 1994 | 16 h 51 min 01 s |
| 3e  | Médaille d'argent  | Way Too Cool 50K   | 50 km    | 11 mars 1995 | 4 h 03 min 23 s  |
| 1er | Médaille d'or      | Western States 100 | 100 mi   | 24 juin 1995 | 18 h 34 min 58 s |
| 1er | Médaille d'or      | Western States 100 | 100 mi   | 29 juin 1996 | 17 h 42 min 06 s |
| 2e  | Médaille d'argent  | Way Too Cool 50K   | 50 km    | 15 mars 1997 | 3 h 44 min 45 s  |
| 2e  | Médaille d'argent  | American River 50  | 50 mi    | 5 avril 1997 | 6 h 04 min 41 s  |
| 2e  | Médaille d'argent  | Western States 100 | 100 mi   | 28 juin 1997 | 17 h 14 min 00 s |
| 1er | Médaille d'or      | Western States 100 | 100 mi   | 27 juin 1998 | 17 h 51 min 20 s |
| 2e  | Médaille d'argent  | Western States 100 | 100 mi   | 26 juin 1999 | 18 h 01 min 50 s |
| 3e  | Médaille de bronze | Miwok 100K         | 100 km   | 6 mai 2000   | 9 h 01 min 57 s  |
| 2e  | Médaille d'argent  | Western States 100 | 100 mi   | 23 juin 2001 | 17 h 17 min 50 s |